# Анонимные роды во Франции

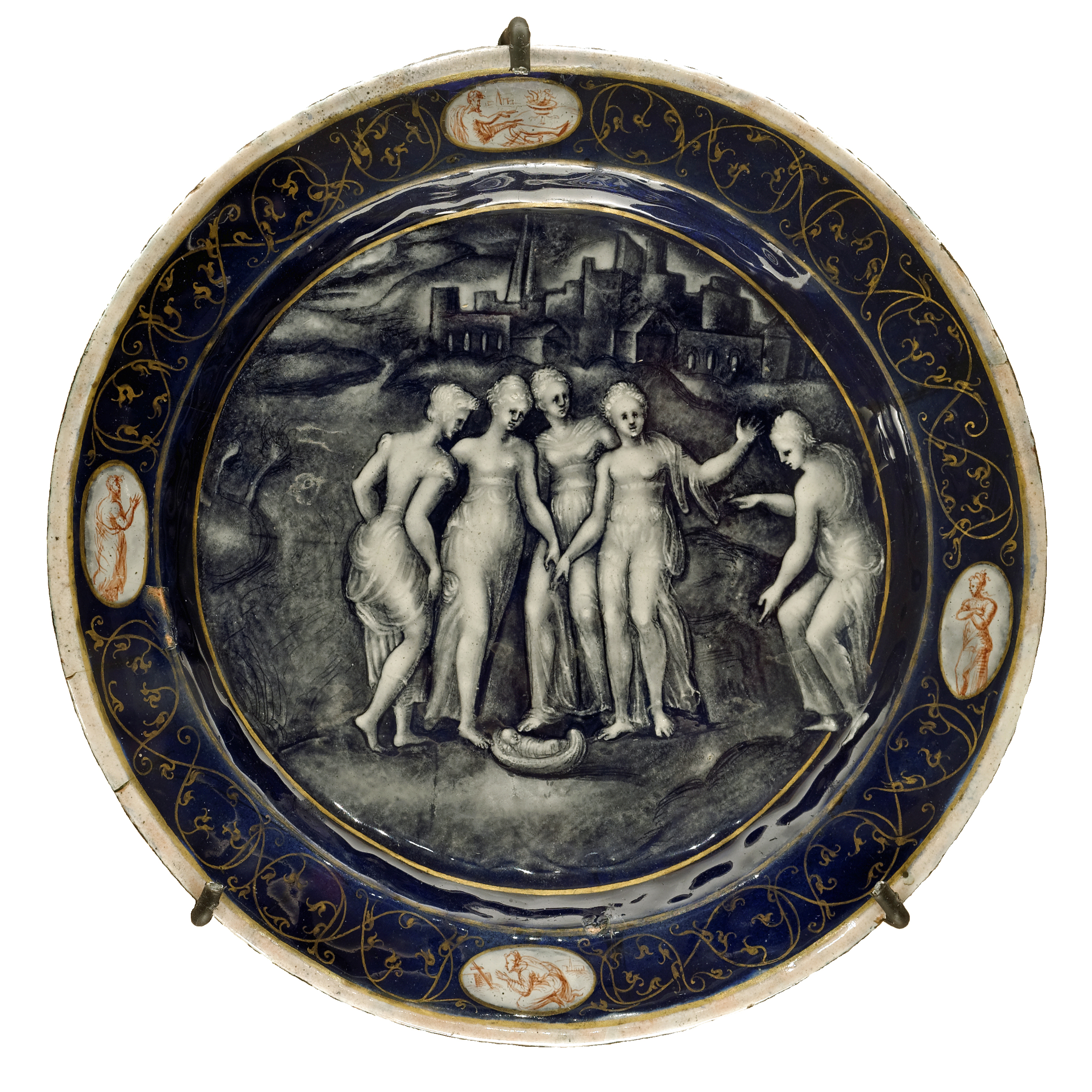
Леонар Лимозен. «Нахождение Моисея»

Анонимные роды — существующий во французском праве механизм, позволяющий женщине родить и оставить новорождённого без раскрытия её личности и создания ответственности за оставление ребёнка; в таком случае считается, что факта рождения этой женщиной этого ребёнка не было. Французское право в некоторых случаях предполагает возможность снятия анонимности. Различные механизмы, имеющие ту же цель, существуют в некоторых других странах (Испания до 1999 года, Люксембург, Италия, Чехия).
Вокруг механизма анонимных родов часто возникают юридические споры, поднимающие вопросы о праве человека знать своё происхождение и праве отца выступить против этой процедуры. Результатом этих обсуждений стало одобрение Европейским судом по правам человека анонимных родов, а также внесения поправки в законодательство.
Женщины прибегают к анонимным родам по разным личным мотивам: материальная, психологическая или социальная невозможность заниматься ребёнком, нежелание воспитывать ребёнка, рождение ребёнка вне брака или после изнасилования, отсутствие отца ребёнка. С точки зрения здравоохранения анонимные роды позволяют лучше обеспечить медицинскую помощь во время беременности и родов и снизить риск для жизни и здоровья как женщины, так и ребёнка. С социальной точки зрения это позволяет предложить решение в определённых трудных жизненных ситуациях.
Число анонимных родов во Франции снижается.

## История

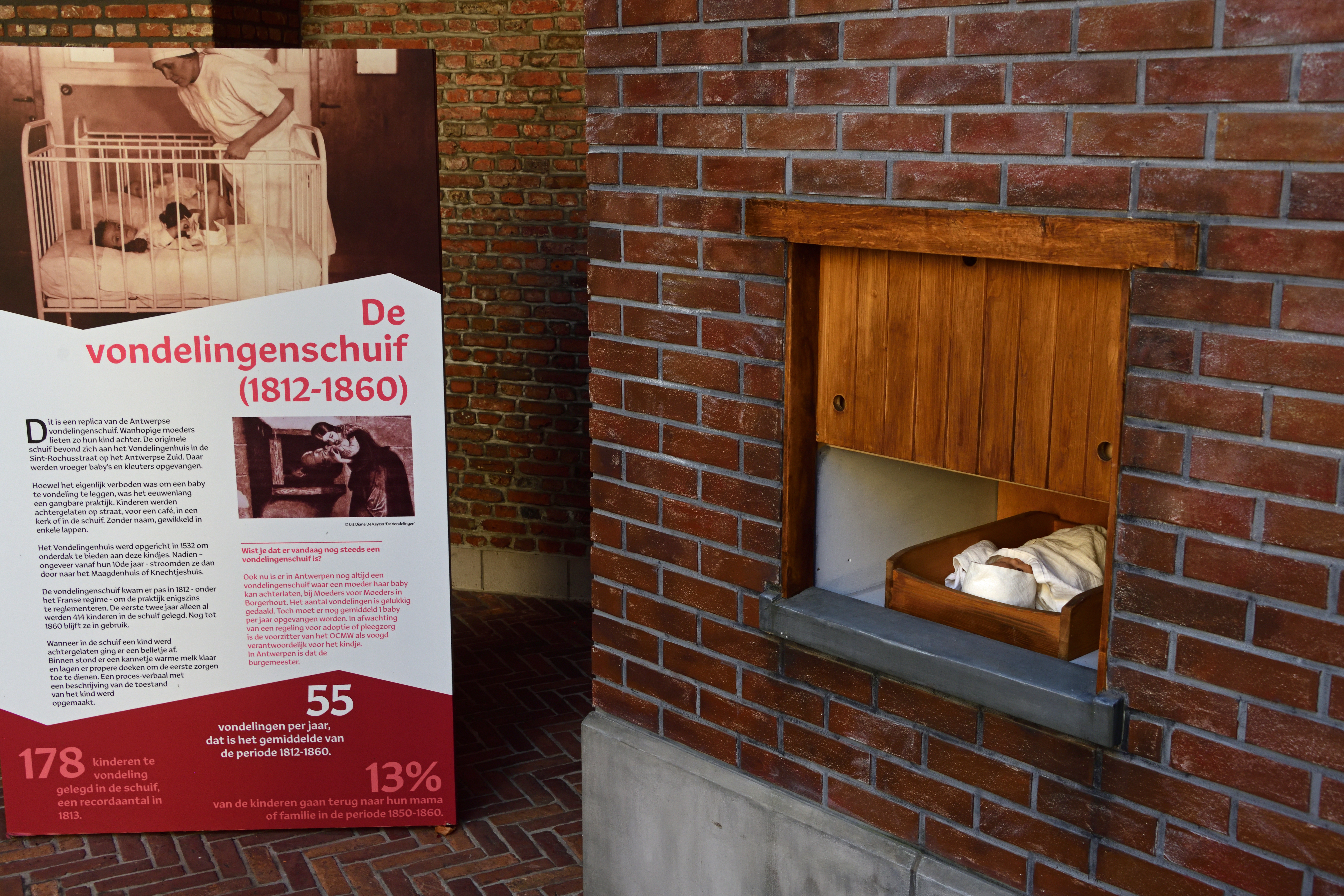
Реплика «вертушки для подкидышей». Оригинальная функционировала с 1812 по 1860 года. За первые два года эксплуатации было оставлено 414 ребёнка

Традиция организованного отказа от новорождённых как альтернатива аборту, запрещённому католической церковью, существует во Франции очень давно. Эта практика относится ко временам Викентия де Поля, который предложил использовать «вертушку для подкидышей», своеобразный поворотный механизм в стене приюта. Родительница могла положить туда ребёнка, а затем позвонить в колокол. По этому сигналу с другой стороны стены кто-то поворачивал колесо и забирал малыша. Создавая в 1638 году Приют для подкидышей, Викентий де Поль стремился бороться с детоубийством и абортами.

Возможность рождения и оставления ребёнка анонимно была впервые введена после Французской революции. 28 июня 1793 года Национальный конвент принял следующий декрет:
«Нация обеспечивает расходы на роды и потребности роженицы, пока она не восстановится после родов. Нерушимая тайна будет сохранена во всём, что касается женщины».
Система оставления ребёнка в «вертушке» была отменена законом от 27 марта 1904 года. Этот закон создал систему «открытого бюро», которое работало днём и ночью и позволяло женщине оставить своего ребёнка анонимно, но при этом ей разъяснялись последствия такого отказа и предлагалась помощь. Традиции помощи анонимному материнству привели к тому, что правительство Виши приняло 2 сентября 1941 года декрет-закон о защите рождений. Этот закон утвердил возможность анонимных родов и бесплатную медицинскую помощь женщине в течение месяца до и после родов в любом больничном учреждении, которое могло оказать ей такую помощь в соответствии с её состоянием. Этот закон был отменён, а потом снова введён декретами 29 ноября 1953 года и 7 января 1959 года, потом был дважды изменён (в 1986 и 1993 годах), а в соответствии с законом от 22 января 2002 года стал частью Кодекса семьи и социальной помощи, затем статьёй L. 222-6 Кодекса социального действия и семьи.
Историческая справка позволяет особенно обратить внимание на два пункта:
- в ходе всех законодательных изменений женщине всегда была гарантирована анонимность;
- с другой стороны, медицинская и социальная помощь постепенно улучшались.

## Юридическая система

### Законодательная основа
Анонимные роды существуют на основании трёх правовых документов:
Статья 326 Гражданского кодекса
«Во время родов мать может потребовать, чтобы тайна её поступления <в медицинское учреждение> и её анонимность были соблюдены»
Статья L. 222-6 Кодекса социального действия и семьи
«Любая женщина, которая изъявит желание во время родов, чтобы тайна её поступления в медицинское учреждение и её анонимность были сохранены медицинским упреждением, должна быть проинформирована о юридических последствиях такого решения и важности каждого человека иметь доступ к своему происхождению и своей истории. Ей должна быть предложена возможность оставить информацию о её здоровье и о здоровье отца ребёнка, о происхождении ребёнка и обстоятельствах его появления, а также, в закрытом конверте, свои личные данные. Её информируют о том, что она имеет возможность снять анонимность в любой момент, в противном случае её личные данные могут быть разглашены только в случае, предусмотренном статьей L. 147-6. Её также информируют, что в любой момент она может передать личные данные в закрытом конверте или дополнить сведения, которые она предоставила при рождении ребёнка. Имена, данные ребёнку, и в случае необходимости тот факт, что они были даны ребёнку его матерью, а также его пол, дата, место и время рождения указаны на внешней стороне конверта. Эта процедура выполняется лицами, обозначенными в статье L. 223-7 и уведомлёнными под ответственностью директора учреждения здравоохранения. За неимением иного, она может быть выполнена под контролем такого директора.
Затраты, связанные с пребыванием и родами у женщин, изъявивших желание сохранять тайну их поступления в государственное или частное медицинское учреждение, которое имеет договор <с системой медицинского страхования>, возмещаются службами социальной помощь детству того департамента, где находится учреждение.
Женщины, упомянутые в первом параграфе настоящей статьи, по их просьбе и с их согласия получают психологическое и социальное сопровождение со стороны служб социальной помощь детству.
Для выполнения мероприятий, обозначенных в первых двух абзацах настоящей статьи, не может быть истребован никакой документ, удостоверяющий личность, а также не может быть проведено расследование.

Затраты, связанные с пребыванием и родами у женщин, которые не изъявили желание сохранить анонимность, но передали ребёнка на усыновление, также возмещаются службами социальной помощи детству того департамента, где находится учреждение».
Статья 57 Гражданского кодекса
§ 1 […] Если личности биологического отца, биологической матери ребёнка или никого из них не были названы регистратору актов гражданского состояния, в книге актов в соответствующей графе не будет сделано записи.
§ 2: Имя ребёнку выбирают его отец и мать. Женщина, изъявившая желание сохранить анонимность рождения ребёнка, может сообщить, какие имена она хотела бы дать ребёнку. В противном случае регистратор актов гражданского состояния выбирает три имени, одно из которых будет служить ребёнку фамилией […]
Необходимо добавить два более новых положения Кодекса:
- Статья 62-1 Гражданского кодекса, добавленная законом от 22 января 2002 года[12]

«Если признание отцовства невозможно из-за того, что мать настаивает на сохранении личности в тайне, отец может информировать об этом Прокурора республики. Прокурор примет меры для установления даты и места составления свидетельства о рождении ребёнка».
Наконец, закон от 5 марта 2007 года предусматривает, что, когда ребёнок достигнет «сознательного возраста» и с «согласия законных представителей», он может по закону получить доступ к информации, оставленной его биологическими родителями.

### Судебные споры и соответствие Европейской конвенции о правах человека
Судебный спор может возникнуть как между родственниками по восходящей линии (мать, отец, бабушки и дедушки), так и при участии ребёнка. Ребёнок может затребовать против желания своей родительницы снятия анонимности, чтобы узнать своё происхождение. Отец в свою очередь может изъявить желание признать отцовство против желания матери, родившей анонимно. Наконец, мать может хотеть сохранить в тайне рождение ребёнка.
Европейский суд по правам человека (ЕСПЧ) вынес решение о соответствии французского права европейскому в области анонимных родов в рамках спора между ребёнком и его матерью. Интерес ребёнка узнать своё происхождение признаётся как одна из составляющих права на частную жизнь, что предусматривает статья 8 Европейской конвенции о правах человека. Однако там также говорится об «интересе женщины сохранить анонимность и защитить своё здоровье, рожая ребёнка в достойных медицинских условиях. Здесь речь идёт о двух интересах, которые тяжело примирить и которые касаются взрослых людей, действующих самостоятельно и по своему желанию», и подчёркивается, что «вопрос также касается общего интереса, в той мере, в которой французское законодательство имеет целью защиту здоровья матери и ребёнка во время родов, недопущение абортов, особенно подпольных, и „неорганизованного“ оставления новорождённых. Таким образом, право на уважение к жизни не исключает цели, преследуемые французской системой».
Наконец, ЕСПЧ вынес решение, что
«таким образом, французское законодательство пытается достичь равновесия и соразмерности между соответствующими интересами. Исходя из этого, Суд считает, что Франция не превысила границы своих полномочий, которые должны быть признаны за ней в связи со сложным и деликатным характером вопроса о тайне происхождения с точки зрения права каждого знать свою историю, выбора, сделанного биологическими родителями, семейных связей и приёмных родителей. Следовательно, нарушения статьи 8 Конвенции не было».

## Практическая организация

### Процедура
Беременная женщина, желающая родить ребёнка анонимно, должна предупредить о своем решении медицинскую команду учреждения здравоохранения по её выбору (государственного или частного, участвующего в системе медицинского страхования или нет). Никто не может потребовать у неё документ, удостоверяющий личность или провести расследование.

#### Обязательное информирование
Женщина, принявшая решение в пользу анонимных родов, должна получить от медицинской команды следующую информацию:
- о последствиях отказа от ребёнка;
- о возможности выбора, оставлять ли информацию о своей личности в закрытом конверте и (или) обезличенную информацию (например, о своём здоровье или здоровье отца, происхождении ребёнка и обстоятельствах его рождения);
- о праве на финансовую помощь для воспитания ребёнка;
- о режиме государственной опеки над детьми, оставшимися без попечения родителей;
- о сроках и условиях, при которых родители могут забрать ребёнка.

#### Устройство ребёнка
После рождения ребёнка передают службам социальной помощи детству. Первые два месяца отказ от ребёнка считается временным, этот срок предоставляется матери, чтобы та смогла изменить своё решение. В течение этого периода ребёнка не отдают на усыновление. По истечении двух месяцев, если мать не изменила решение и не забрала ребёнка, он считается состоящим на попечении государства и передаётся на усыновление.
Напротив, если же мать передумала, ей предлагается сопровождение в течение 3 лет после возвращения ребёнка, чтобы гарантировать:
- установление необходимых детско-родительских отношений для физического и психического развития ребёнка,
- а также его аффективную стабильность.

#### Признание ребёнка
Отец может признать ребёнка, рождённого анонимно, в течение двух месяцев после рождения. Если он не знает даты и места рождения ребёнка, он может обратиться к Прокурору Республики, чтобы выяснить дату и место составления документа о рождении.
У матери есть два месяца после рождения ребёнка, чтобы вернуть его назад; для этого она должна сначала признать этого ребёнка.

### Социальное сопровождение
До отказа от ребёнка различные службы могут вмешаться, чтобы дать беременной женщине, оказавшейся в трудной жизненной ситуации, полезную информацию. Сделать это может врач, социальный работник, работники службы помощи детству и защиты детства и материнства, работники общественных организаций, оказывающих помощь женщинам, например ассоциации семейного планирования.
Во время сопровождения беременности по просьбе женщины и с её согласия женщина может получить психологическое и социальное сопровождение со стороны специалистов департаментских служб помощи детству. В больничном учреждении службы родовспоможения и перинатальной помощи включают работающего там психолога или социального работника, включая их в медицинскую команду. Медицинская команда обеспечивает часть сопровождения, например, выслушивает роженицу и даёт ей необходимые объяснения. Сопровождение осуществляется с уважением к конфиденциальности и нейтральности относительно решения, принятого женщиной. Позже женщина продолжает получать социальную помощь.

### Медицинская помощь
Женщина не должна оплачивать медицинскую помощь. Затраты на проживание женщины и на медицинскую помощь во время родов несут службы помощи детству. Оказание медицинской помощи происходит с учётом состояния женщины, как правило, женщина и новорождённый помещаются в разные отделения.

### Сборник методологических рекомендаций
Министерство здравоохранения выпустило «Протокол по сопровождению женщин, рожающих анонимно» и «Сборник лучших практик по сопровождению женщин, изъявивших желание родить ребёнка анонимно».

## Статистика

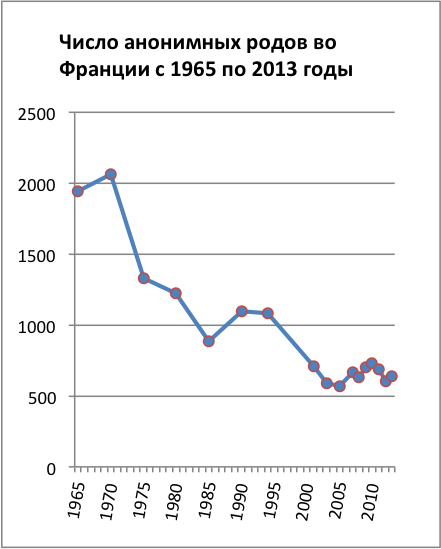

В конце 1960-х годов число детей, рождённых анонимно без указания родителей в свидетельстве о рождении, составляло 2000 в год. Затем оно значительно снизилось и установилось на уровне 600—700 рождений в год в начале 2000-х годов. Снижение можно объяснить принятием 17 января 1975 года так называемого закона Симоны Вейль, который декриминализовал и разрешил искусственное прерывание беременности во Франции. С 2007 по 2013 годы число анонимных родов было в среднем 665 в год (от максимального показателя 731 в 2010 до минимального 637 в 2013). На 100 000 рождений это соответствовало 78,7.
Исследование, проведённое Национальным институтом демографических исследований среди женщин, родивших анонимно в 2007—2009 годах, выявило следующие характеристики:
- матери обычно были молодого возраста и редко состояли в паре с биологическим отцом ребёнка;
- беременность была обнаружена на позднем сроке;
- доля матерей иностранного происхождения не больше, чем в населении в целом;
- три из четырёх матерей экономически зависимы.

Результаты существующих исследований, а их проведение было проблематичным из-за анонимности, не всегда сходятся, что не позволяет составить усреднённый портрет. Скорее можно сказать, что ситуации, в которых женщины прибегают к анонимным родам, различны и среди них — ситуации подавленности и изоляции, отсутствия дохода, семейного принуждения.

## Рамки действия и легитимность анонимных родов
Процедура анонимных родов оспаривалась во Франции в основном с точки зрения права ребёнка знать своё происхождение и права родственников ребёнка по восходящей линии знать о произошедших родах.
Эти трудности, для разрешения которых были внесены поправки в законодательство, не должны скрывать другие стороны проблемы, более важные:
- Анонимные роды — давно существующий и хорошо укоренившийся во французской юридической системе механизм. В условиях, которые с появлением законодательства об абортах и широком распространении контрацепции за эти годы претерпели серьёзные изменения, он всё ещё позволяет разрешить отдельные индивидуальные ситуации, часто крайние и бедственные. Это его главная социальная функция.
- С точки зрения медицинских работников анонимные роды сохраняют здоровье матери, позволяя ей избежать родов в антисанитарных условиях. Организуя наблюдение и медицинскую помощь женщинам с соблюдением условий анонимности, они уменьшают число беременностей, оставшихся без медицинского сопровождения, а значит, задержек внутриутробного развития, преждевременных родов, перинатальной асфиксии, смертности и родовых травм.
- С точки зрения специалиста социальной сферы и в частности тех, кто занимается социальной помощью детям, анонимные роды позволяют предвидеть ряд ситуаций, травмирующих ребёнка, избежать их и организовать помощь ребёнку как можно раньше.
- Благодаря сроку в два месяца, законодательно отведённому на изменение решения, этот механизм также создает обратимую ситуацию.
- Анонимные роды должны также восприниматься как возможное и иногда необходимое решение для женщины, оказавшейся в трудной ситуации — из-за отношений с семьей, половым партнёром или по социально-экономическим причинам — которая не позволяет ей жить достойно и самореализоваться как женщина и как мать.
- Этот механизм не освобождает от программ полового просвещения и информирования о контрацепции, особенно среди молодёжи, что является самым простым и эффективным способом избежать анонимных рождений, отказов от новорождённых и других драматических ситуаций.